# Ole Christensen
Ole Christensen (ur. 7 maja 1955 w Pandrup) – duński polityk i samorządowiec, poseł do Parlamentu Europejskiego VI, VII i VIII kadencji.

## Życiorys
W młodości pracował jako sprzedawca artykułów żelaznych. Od 1976 do 1990 był podoficerem w regimencie gwardii królowej Danii. W międzyczasie ukończył studia licencjackie w zakresie handlu, a w 1990 szkolenie trenerskie w Aalborgu. Zajmował się następnie działalnością trenerską. Od 1984 przewodniczył lidze wyborczej w mieście Brovst, w latach 1989–2004 zasiadał w radzie tego miasta. Od 1998 do 2002 sprawował urząd burmistrza, następnie przez dwa lata był zastępcą burmistrza Brovst i członkiem zarządu Związku Samorządów Jutlandii Północnej.
W wyborach w 2004 z listy Socialdemokraterne uzyskał mandat posła do Parlamentu Europejskiego. W 2009 skutecznie ubiegał się o reelekcję. W VII kadencji został członkiem Komisji Zatrudnienia i Spraw Socjalnych oraz grupy Postępowego Sojuszu Socjalistów i Demokratów. W 2014 po raz trzeci z rzędu został wybrany do Europarlamentu.